# Jindřich Trpišovský
Jindřich Trpišovský (ur. 27 lutego 1976 w Pradze) – czeski trener piłkarski. Od 2017 r. szkoleniowiec praskiej Slavii.